# Truth Sandwich
Ein truth sandwich (Englisch, frei übersetzt: „In Wahrheit eingerahmt“, „Wahrheitssandwich“) ist eine journalistische Technik, um über Fehlinformationen zu berichten, ohne sie unbeabsichtigt zu fördern. Sie besteht darin, erst die Wahrheit über ein Thema zu präsentieren, dann über die Fehlinformation zu berichten, und zuletzt nochmals die Wahrheit zu beschreiben. Margaret Sullivan von der Washington Post fasste das 2018 zusammen als „Realität, Spin, Realität - alles in einer schmackhaften, die Demokratie nährenden Mahlzeit“
Die Idee wurde von dem Linguisten George Lakoff entwickelt, und die Bezeichnung wurde im Juni 2018 von Brian Stelter von CNN geprägt.

## Hintergrund
Lakoff beobachtete, dass Medienorganisationen Fehlinformationen verbreiten, indem sie sie zitieren. Lakoff interessierte sich insbesondere für die Art und Weise, wie Journalisten über Donald Trump berichteten, der im Laufe seiner ersten Amtszeit als Präsident der Vereinigten Staaten eine noch nie dagewesene Anzahl falscher und irreführender Aussagen machte. Lakoff schrieb über Trumps effektiven Einsatz von Sprach- und Framing-Techniken. Er erkannte, dass die Medien, indem sie Trumps  Äußerungen, Stereotypen und Lügen wiederholen und berichten, selbst Trumps Kritiker zu einem Teil seines Marketingapparats machen. Manchmal sind Lügen jedoch zu weitreichend, um sie zu ignorieren, was Journalisten in eine schwierige Lage bringt.
Selbst wenn man eine Lüge verschweigt und nur sagt, dass das Gesagte falsch war, hat man die Botschaft Lakoff zufolge immer noch verbreitet, „das Leugnen eines Framings aktiviert das Framing“. Lakoff argumentiert, dass wir Wiederholungen nutzen, um die Welt zu verstehen. Ein „Wahrheitssandwich“ stellt sicher, dass die falschen Informationen nicht das Erste sind, was die Leute lesen oder hören, und auch nicht ihr letzter Eindruck von einer Geschichte.
Lakoff erläuterte seine Taktik gegenüber Brian Stelter im CNN-Podcast Reliable Sources am 17. Juni 2018:

„Lakoff: Im Moment erlauben die Leute in den Medien … Trump, sie zu manipulieren. Also … beginnen Sie mit der Wahrheit, die er zu verbergen versucht. Sie machen das klar, und dann weisen Sie darauf hin, dass der Präsident versucht, dies durch Lügen zu verbergen. Sie könnten in … ein paar Worten oder in ein paar Sekunden ein wenig darüber sagen, was die Lüge ist. Und dann zur Wahrheit zurückkehren. - Stelter: Es ist ein Wahrheitssandwich. - Lakoff: Sie haben es erfasst. Ein Wahrheitssandwich. Perfekt, um es sich vorzustellen.“

## Nutzung durch Nachrichtenmedien
Die Sendergruppe PBS verankerte 2020 das Wahrheitssandwich in ihren redaktionellen Standards: „Zur Genauigkeit gehört mehr als nur zu überprüfen, ob eine Information korrekt ist; Fakten müssen in einen ausreichenden Kontext gestellt werden, um sicherzustellen, dass die Öffentlichkeit nicht in die Irre geführt wird.“ Roy Peter Clark schrieb 2020 für Poynter, dass das Wahrheitssandwichs der „emphatischen Wortfolge“ ähnele, bei dem jemand zur rhetorischen Verstärkung emphatische Wörter an den Anfang und das Ende eines Satzes setze.
Truth Sandwiches wurden im Zusammenhang mit Themen diskutiert, in denen Fehlinformationen besonders verbreitet sind. So befürworteten Wissenschaftler Wahrheitssandwiches als Kommunikationsstrategie gegen Fehlinformation über Coronavirus-Impfstoffe. Joseph Cummins auf Journalism.co.uk forderte Journalisten auf, diese Technik nicht nur beim Schreiben über Unwahrheiten zu nutzen, sondern auch bei den Bildern, Schlagzeilen, in sozialen Medien und anderen Elementen der Berichterstattung.

## Kritik
Crispin Sartwell meinte im Wall Street Journal, die Verwendung von Wahrheitssandwiches sei manipulativ und herablassend.